# Paolo Gozlino
Paolo Gozlino (Senigallia, 26 marzo 1926 – Ronciglione, 17 agosto 1992) è stato un ballerino, coreografo e attore italiano che è stato attivo in teatro, televisione e cinema dagli anni cinquanta.

## Biografia
È ricordato per aver partecipato fra gli anni sessanta e settanta come primo ballerino e coreografo, assieme alla moglie, la ballerina Elena Sedlak, a diverse trasmissioni di intrattenimento leggero del Programma Nazionale della Rai, fra cui Studio Uno e Biblioteca di Studio Uno.
La scheda del Dizionario dello spettacolo lo definisce "tipica figura dell'atletico e agile boy tuttofare della rivista". Negli anni cinquanta lavorò nel teatro di rivista come ballerino (fra gli altri spettacoli, Passodoppio nel 1954, in cui eseguiva coreografie di Mary Anthony, L'uomo si conquista di domenica, nella compagnia di Macario, del 1955, e E tu biondina ..., del 1956, ancora con Macario.
Nel cinema ha interpretato spesso ruoli da caratterista, prendendo parte a film di genere (peplum, spaghetti western, fantascienza, musicarelli, b-movie). Ha curato le coreografie di Caltiki il mostro immortale (1959), Don Camillo (1983) e Ho vinto la lotteria di capodanno (1989).
Popolare anche in Spagna, dove ha girato diverse pellicole, è stato accreditato talvolta con gli pseudonimi di Paul Lino e Paul Stevens. Con quest'ultimo alias è apparso nel ruolo di se stesso in immagini di repertorio nel 1968 Mission Impossible Versus the Mob. Nella sua filmografia figurano anche La sceriffa (1959), Agente Howard: 7 minuti per morire (1971, al fianco di Mario Donen), La sculacciata, (1974), Povero Cristo (1975). In Flashman (1967) Gozlino interpreta il supereroe del titolo, dotato di un costume sgargiante e abilità fuori dal comune per combattere la criminalità.

## Filmografia

### Cinema
- La rossa, regia di Luigi Capuano (1955)
- C'è un sentiero nel cielo, regia di Marino Girolami (1957)
- La Venere di Cheronea, regia di Fernando Cerchio e Viktor Tourjansky (1958)
- Sorrisi e canzoni, regia di Luigi Capuano (1958)
- La sceriffa, regia di Roberto Bianchi Montero (1959)
- Il terrore dell'Oklahoma, regia di Mario Amendola (1959)
- I giganti della Tessaglia (Gli Argonauti), regia di Riccardo Freda (1960)
- Sfida al re di Castiglia, regia di Ferdinando Baldi (1963)
- Il ponte dei sospiri, regia di Piero Pierotti (1964)
- Il magnifico gladiatore, regia di Alfonso Brescia (1964)
- Il figlio di Cleopatra, regia di Ferdinando Baldi (1964)
- Saul e David, regia di Marcello Baldi (1965)
- I grandi condottieri, regia di Marcello Baldi e Francisco Pérez-Dolz (1965)
- Troppo per vivere... poco per morire, regia di Michele Lupo (1967)
- Flashman, regia di Mino Loy (1967)
- Una sera come le altre, episodio di Le streghe, regia di Vittorio De Sica (1967)
- Clint il solitario (Clint el solitario), regia di Alfonso Balcázar (1967)
- Rapporto Fuller, base Stoccolma, regia di Sergio Grieco (1968)
- Uno di più all'inferno, regia di Giovanni Fago (1968)
- Joko - Invoca Dio... e muori, regia di Antonio Margheriti (1968)
- Sette volte sette, regia di Michele Lupo (1968)
- Django il bastardo, regia di Sergio Garrone (1969)
- Uno dopo l'altro, regia di Nick Nostro (1969)
- L'interrogatorio, regia di Vittorio De Sisti (1970)
- I pirati dell'isola verde, regia di Ted Kaplan (1970)
- Nella stretta morsa del ragno, regia di Antonio Margheriti (1971)
- Testa t'ammazzo, croce... sei morto - Mi chiamano Alleluja, regia di Giuliano Carnimeo (1971)
- Agente Howard: 7 minuti per morire (Siete minutos para morir), regia di Ramón Fernández (1971)
- Uomo avvisato mezzo ammazzato... parola di Spirito Santo, regia di Giuliano Carnimeo (1971)
- Maddalena, regia di Jerzy Kawalerowicz (1971)
- I senza Dio, regia di Roberto Bianchi Montero (1972)
- Luca, bambino mio, regia di Ramon Fernandez (1972)
- Il West ti va stretto, amico... è arrivato Alleluja, regia di Giuliano Carnimeo (1972)
- L'uomo della Mancha (Man of La Mancha), regia di Arthur Hiller (1972)
- La sculacciata, regia di Pasquale Festa Campanile (1974)
- Povero Cristo, regia di Pier Carpi (1975)
- La formica padana, regia di Vittorio Sala (1978)
- Amanti miei, regia di Aldo Grimaldi (1979)
- Bomber, regia di Michele Lupo (1982)
- La trasgressione, regia di Fabrizio Rampelli (1988)

### Televisione
- Scaramouche – miniserie TV (1965)
- Pronto Emergenza, regia di Marcello Baldi – serie TV (1980)
- Verdi, regia di Renato Castellani (1982)

## Doppiatori italiani
- Luciano De Ambrosis in Troppo per vivere...poco per morire, Uomo avvisato mezzo ammazzato... parola di Spirito Santo,  I senza Dio, Il West ti va stretto, amico... è arrivato Alleluja, Povero Cristo
- Pino Locchi in Sfida al re di Castiglia, Flashman, I pirati dell'Isola verde
- Nando Gazzolo in Django il bastardo
- Sergio Graziani in Uno dopo l'altro
- Pino Colizzi in  Testa t'ammazzo, croce... sei morto. Mi chiamano Alleluja
- Riccardo Cucciolla in Il figlio di Cleopatra
- Luciano Melani in Il ponte dei sospiri
- Renato Izzo in Il magnifico gladiatore
- Manlio De Angelis in Sette volte sette
- Rino Bolognesi in Joko invoca Dio... e muori
- Daniele Tedeschi in Rapporto Fuller base Stoccolma